# 馮允中 (成化乙未進士)
馮允中（1457年—？），字信道，山東東昌府茌平縣人，民籍，明朝政治人物。成化乙未進士出身。

## 生平
早年出身縣學增廣生，山東鄉試第十八名。成化十一年（1475年）乙未科會試第二百八十八名，殿試登進士第三甲第一百四十四名。曾官江西副使。

## 家族
曾祖父馮彧，曾任主簿。祖父馮文玉。父馮倫，貢士。